# Kaspar Freuler (Schriftsteller)
Kaspar Freuler (* 29. September 1887 in Glarus; † 6. Juni 1969 in Glarus) war ein Schweizer Schriftsteller, Volkstheaterautor, Journalist und Lehrer.

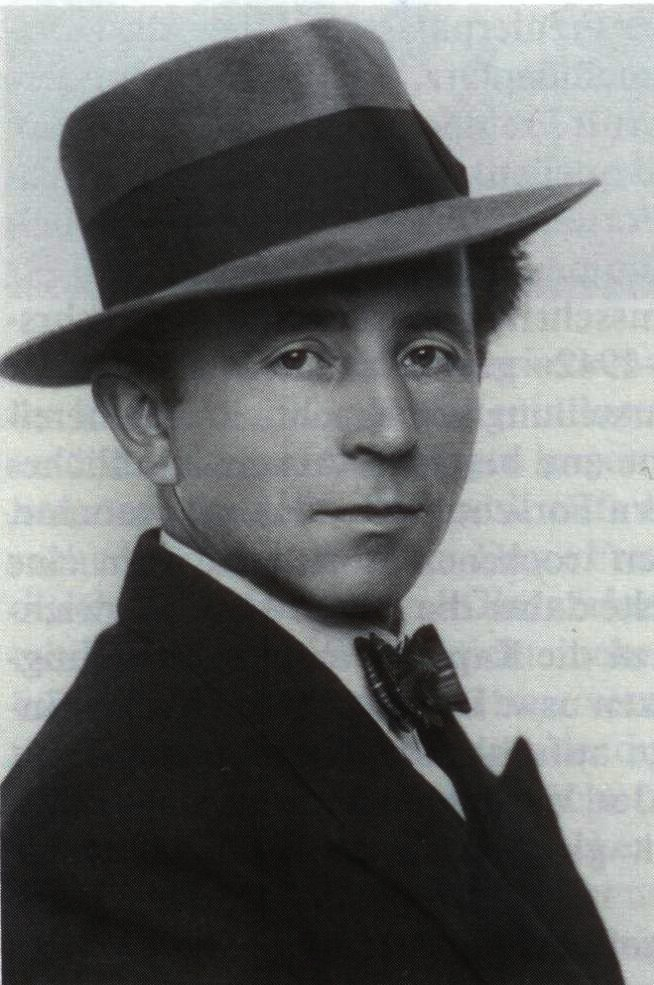
Kaspar Freuler 1937

## Leben
Kaspar Freuler war der Sohn des Graveurs und Messingstechers Kaspar Freuler (1862–1939) und der Margrit Brunner (1864–1917). Er bildete sich am evangelischen Seminar Unterstrass in Zürich zum Primarlehrer aus und unterrichtete in Hagenbuch ZH und ab 1911 bis 1953 in Glarus. In Hagenbuch lernte er den Volksdichter Alfred Huggenberger kennen, der ihn bei seinen ersten Schreibversuchen unterstützte.
1920 heiratete Freuler die Lehrerin Maria Horisberger (1881–1972). Mit ihr hatte er drei Kinder, wovon das erste nach vier Wochen starb. Die Ehe wurde 1932 geschieden. 1933 heiratete er Euphemia Rosa Bäbler (1904–1972). Er war ein Abstinent, Freidenker, Naturschützer und Wandervogel.
Freulers bekanntestes Werk ist der 1945 erschienene Roman «Anna Göldi. Die letzte Hexe der Schweiz», der mehrere Auflagen mit insgesamt über 30'000 Exemplaren erlebte.
Er verfasste 54 Volksstücke in Glarner Mundart (z. T. mit Heinrich Jenny-Fehr), Beiträge für die satirische Zeitschrift Nebelspalter und historische Darstellungen. In seinen Novellen und Kurzgeschichten schilderte er die Erlebnisse kleiner Leute und historische Ereignisse in freier Art. Er schrieb 45 Hörspiele und Beiträge für Radio DRS, darunter die Hörfolge «Anna Göldi». 
1933–63 arbeitete er nebenberuflich als Redaktor des Fremdenblattes «Glarnerland und Walensee». Als Journalist verfasste er Reportagen, Berichte und Feuilletons für lokale, schweizerische und deutsche Zeitungen.

## Werke (Auswahl)
- Die Streikglocke zu Glarus Und andere Glarner Geschichten. Verlag Tschudi, Glarus 1942
- Anna Göldi. Die Geschichte der letzten Hexe. Büchergilde Gutenberg, Zürich 1945. Neuauflage Verlag Bäschlin, Glarus 2008
- Glarner Sagen. Verlag Tschudi, Glarus 1953. Mit Hans Thürer
- Glarner Geschichten. Verlag Tschudi, Glarus 1962
- Gepanzerte Jungfrau. Roman. Volksverlag Elgg, 1963
- New Glarus, das Abenteuer seiner Gründung. Schweizerisches Jugendschriftenwerk, 1967